# Ônibus Hacker

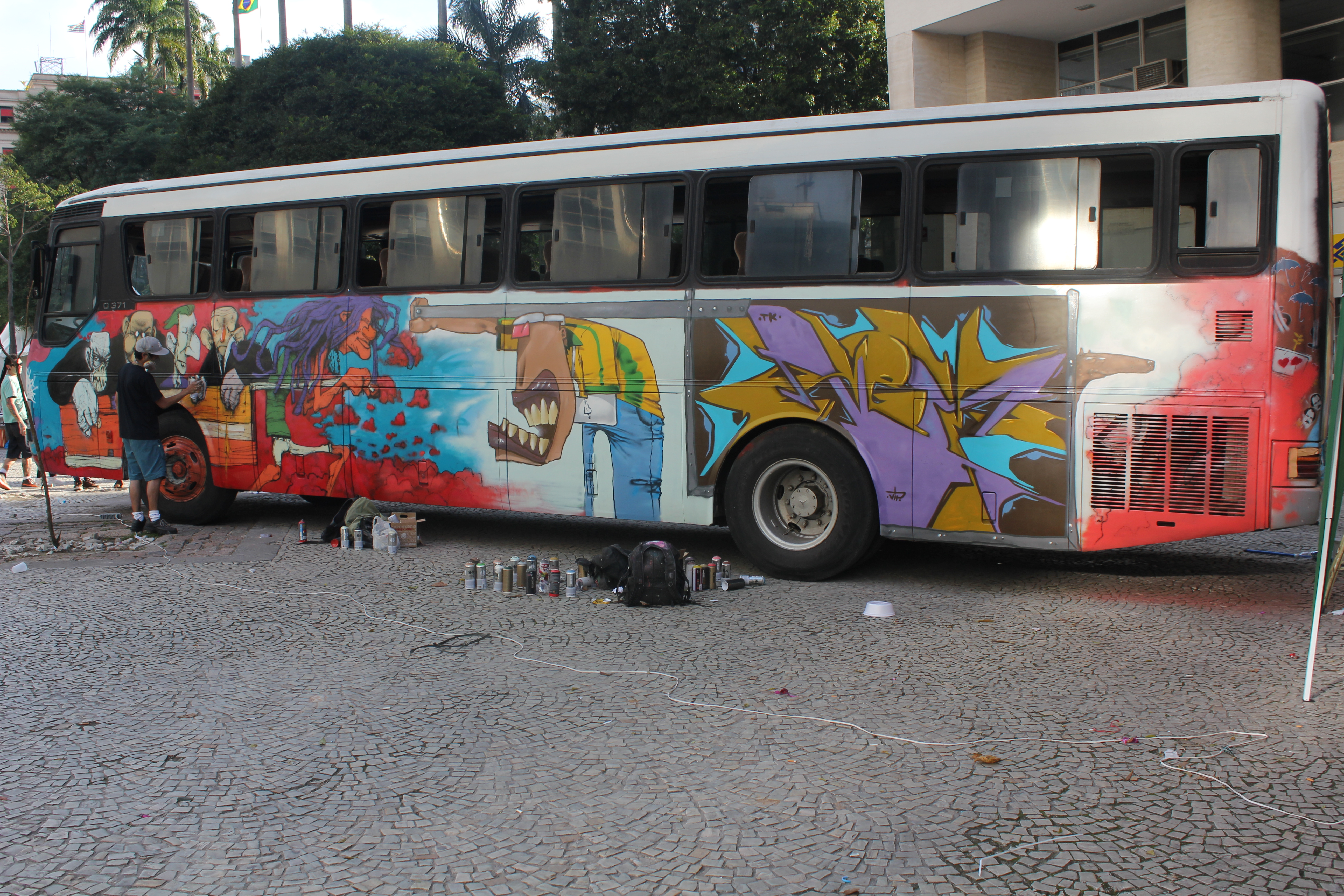
Ônibus Hacker

O Ônibus Hacker, popularmente chamado de Busão Hacker é um projeto idealizado por hackers paulistas com o intuito de criar um laboratório tecnológico sobre quatro rodas. O projeto foi lançado no Catarse em junho de 2010 arrecadando em 2 meses através de cerca de 460 doações uma quantia de mais de R$58.000, necessária para a compra do ônibus. 
Desde 2012 os hackers do "busão" já promoveram diversas atividades em várias cidades do Brasil e em alguns países da América Latina, atingindo um público de mais de 3 mil pessoas contando com a participação de mais de 100 pessoas.
A equipe promove atividades culturais, artísticas e tecnológicas, atraindo pessoas de várias tribos.